# 藍とも子
藍 とも子（、1954年〈昭和29年〉10月29日 - ）は、日本の女優。本名、村上 ふみ代（むらかみ ふみよ）。
神奈川県川崎市出身。川崎市立高津高等学校卒業。office nine所属。

## 人物
高校生時代、講談社の男性ファッション誌『チェックメイト』編集部で働いていた友人から『週刊少女フレンド』で表紙を飾る浅田美代子が抱っこをする犬を貸してほしいという連絡を受け、講談社の写真スタジオに連れて行った際、そこにいた関係者の声で『チェックメイト』に写真が掲載されることになる。
1973年に高校卒業後、六本木の交差点でセンチュリープロモーションにスカウトされてCMモデルとなる。のちに事務所の勧めで俳優デビューを勧められ、1974年に特撮テレビドラマ『ウルトラマンレオ』（TBS）第17話に城南スポーツクラブの練習生役でカメラテストを兼ねて出演し、第26話から松木晴子隊員役で準レギュラーとして出演し、女優デビュー。当時のプロフィールでは、「激しい動きのアクションが難しくて、共演の皆さんの足を引っ張って自信なんてありません」と述べている。
1975年、怪獣映画『メカゴジラの逆襲』（東宝）のヒロイン・真船桂役で映画初出演。同作のオーディションでは『レオ』の撮影直後に東宝撮影所へ向かうことになったため、松木隊員が着るMAC隊員制服のまま駆け込みで参加したという。後年のインタビューで、藍がプロデューサーになぜ合格したのかを聞いたところ、監督の本多猪四郎が最後のお辞儀の仕方を気に入ったからであったという。
その後は、事務所の方針もあって東映メインへと移り、器械体操の経験があったことから、『プレイガールQ』に何度かゲスト出演し、後半はトモコ役としてレギュラー出演する。その際の衣装合わせのために東映撮影所の喫茶店にいたところ、映画『爆発!暴走族』のプロデューサーと監督の石井輝男とたまたま居合わせ、オーディションで岩城滉一の恋人役がなかなか決まらなかったことから、その場でヒロインに抜擢されたという。
1976年3月、俳優の峰岸徹と結婚し、1977年に引退。一女を儲けたが、6年後に離婚。出産と育児で一旦休業し、離婚を経て1983年に復帰し、主演映画『春画』（1983年、にっかつ）、『スチュワーデス・スキャンダル 獣のように抱きしめて』（1984年、同）など時代劇やサスペンスドラマなどテレビシリーズを中心に出演を重ね、雑誌グラビアなどでヌードを披露した。
その後は長らく芸能界を離れて会社経営などをしていたが、2007年に香川県高松市を走る鉄道・ことでんのオフィシャルDVD『セピアの響』の第3弾でナレーターとして復帰し、『レオ』で共演した真夏竜と再共演した。2007年からは『レオ』のDVD特典映像に出演したことがきっかけで、真夏が座長を務める真夏座に所属し、民話の朗読劇や、漫画家の黒鉄ヒロシによる「漫画と音の融合」をテーマにした朗読劇への出演もしている。
『レオ』で白川隊員役を演じた三田美枝子とは共演して以来の親友であり、2013年には声劇集団「ステージ妃未呼」に共に参加している。また、三田とは結婚、妊娠、出産時期もほぼ一緒だったという。
趣味は、ショッピング。特技は、器械体操、水泳。『レオ』では、器械体操ができるという「フレコミ」で入ったので、野外での撮影が多かったという。
1976年の特撮テレビドラマ『ザ・カゲスター』（NET）では、ヒロインのベルスター役に内定していた（衣装を着けたスチール写真や新番組ポスターも現存している）が、本編は早川絵美が演じることとなった。『カゲスター』の企画を担当した元東映プロデューサーの平山亨は、同時期に放送されていた『ベルサイユのトラック姐ちゃん』に引き抜かれたためであると述べており、2作品同時の出演が家庭の事情で不可能となり、出演シーンの多かった『カゲスター』を降板することになったという。

## 出演

### テレビドラマ
- ウルトラマンレオ（TBS）
  - 第17話「見よ! ウルトラ怪奇シリーズ 狼男の花嫁」（1974年） - 城南スポーツクラブ練習生[注釈 3]
  - 第26話「ウルトラマンキング対魔法使い」 - 第40話「MAC全滅! 円盤は生物だった!」（1974年 - 1975年） - 松木晴子[注釈 4]
- 水もれ甲介 第20話「あこがれの学生生活」（1975年、NTV） - 田中正子
- TOKYO DETECTIVE 二人の事件簿 第9話「仏罰」（1975年、ABC）
- 太陽にほえろ!（NTV）
  - 第153話「モナリザの想い出」（1975年） - 村松聡子
  - 第502話「癖」（1982年） - 菊池澄恵
  - 第637話「模擬訓練」（1985年） - 野口昌代
  - 第644話「七曲署全員出動・狙われたコンピューター」（1985年） - 矢野恵理子
  - 第682話「揺れる生命」（1986年） - 諸岡有巳子
- プレイガールQ（12ch）
  - 第9話「女の野性は夜燃える」（1974年） - 渡部みゆき（やよいの妹）
  - 第49話「ポルノ女優連続殺人事件」（1975年） - 立花カオリ
  - 第55話「娘たちは裸で燃える」（1975年） ～ 第71話「強く正しく美しいプレイガールよいざさらば」（1976年） - 藍原とも子[注釈 5]
  - 第65話「銀嶺に燃える初夜の肌」（1976年） - 綾部杏子[注釈 6]
- ベルサイユのトラック姐ちゃん（1976年、NET） - あい子[注釈 7]
- 秘密戦隊ゴレンジャー 第77話「黒い恐怖!! 吸血ヘビ女」（1977年、NET） - 小村道子
- 江戸を斬るIII 第9話「暗闇の追跡」（1977年、TBS） - お弓
- 月曜ドラマランド（CX）
  - いじわる看護婦（1982年）
  - 帰って来た意地悪ばあさん（1983年）
  - いじわる看護婦7 さすらいのナイチンゲール湯の町をゆく（1984年）
  - 意地悪ばあさん3 まだまだ…マダマダ…の巻（1985年）
  - いじわる看護婦 君はハレー彗星を見たか!（1985年）
- 土曜ワイド劇場（ANB）
  - 奥多摩殺人渓谷 "釣れない魚の謎"釣部渓三郎の推理（1982年）
  - 寝台特急“北陸”殺人事件（1985年）
  - 西村京太郎トラベルミステリー 寝台急行"銀河"殺人事件（1986年） - 太田由美子
  - 京都新婚旅行殺人事件（1986年）
  - 西村京太郎トラベルミステリー みちのく湯けむり殺意の旅（1987年）- 矢代由紀
  - 西村京太郎ミステリー 愛と死の飯田線・高原列車殺人事件!（1989年） - タマキ
  - 牟田刑事官事件ファイル11 別府温泉 - みちのく松島、湯けむり殺意の旅（1989年）
- 眠狂四郎円月殺法 第7話「無残! 乙女肌魔性剣 -三島の巻-」（1983年、TX） - 須磨
- 新・女捜査官 第3話「ビニ本モデル・殺しの子守唄」（1983年、ABC）
- 必殺仕事人III 第27話「暴力塾生にいじめられたのは順之助」（1983年、ABC） - よしの
- 木曜ゴールデンドラマ（YTV）
  - ガラス細工の春（1983年）
  - 稚い殺意（1985年）
- 陽暉楼（1984年、TBS）
- 西部警察 PART-III 第57話「帰って来た逃亡者」（1984年、ANB） - 森崎由美
- 暴れ九庵 第21話「男の睨み」（1985年、KTV） - お初
- しのぶ（1985年、THK）
- 特命刑事ザ・コップ 第8話「替え玉逃亡をふせげ!」（1985年、ABC）
- 特捜最前線（ANB / 東映）
  - 第431話「単身赴任・妻たちの犯罪パーティー!」（1985年） - 島本妙子
  - 第455話「絆・ミッドナイトコールに殺しの匂い!」（1986年）
- 別れの時 第5話「子供の消えた夜」（1985年、MBS）
- 暴れん坊将軍II 第100話「青春よさらば! 北の恋唄」（1985年、ANB） - ぬい
- 赤かぶ検事奮戦記 第4シリーズ 第9話「邪淫の争い」（1985年、ABC）
- 誇りの報酬 第21話「護送車が襲われた!」（1986年、東宝 / NTV） - 市川の隣人
- 私鉄沿線97分署 第75話「ノゾキ魔より愛をこめて!?」（1986年、ANB） - 川口芳江
- 金曜女のドラマスペシャル / クルーザー殺人事件（1986年、CX）
- 水曜ドラマスペシャル / アクロポリスの彼方に（1987年、TBS）
- 江戸を斬るVII 第12話「裏切り盗っ人仁義」（1987年、TBS） - お竜
- ドラマ・女の手記 / 不倫の構図を追え!（1987年、TX）
- 大都会25時 第6話「女ライダーを狙う変装警官! 人妻不倫殺人事件」（1987年、ANB）
- ジャングル 第13話「逮捕のあと」（1987年、NTV）
- 女優競演サスペンス / さよならを言わないで（1987年、KTV）
- さすらい刑事旅情編 第9話「横浜鶴見線最終電車から消えた女」（1988年、ANB）
- 翔んでる!平賀源内 第11話「瞼の父は盗賊か?」（1989年、TBS）
- 過ぎし日のセレナーデ 第4話「あの時のキス」（1989年、CX）
- 火曜サスペンス劇場 / 電話の向こうに誰がいる?（1990年、NTV） - 川瀬晴美
- 定年女子 第2話「いびりに耐えろ麻子!」（2017年、NHK BSプレミアム） - 小野美和子

### 映画
- メカゴジラの逆襲（1975年、東宝） - 真船桂[出典 8]
- 爆発! 暴走族（1975年、東映） - 路子
- 春画（1983年、にっかつ） - 主演・京子
- スチュワーデス・スキャンダル 獣のように抱きしめて（1984年、にっかつ） - 主演・美沙子

### ビデオ
- グッドバイ・ストーリー（1983年、宇宙企画）
- バイブレーション（1984年、日本ビデオ映像）

### ナレーション
- 高松琴平電気鉄道オフィシャルDVD「セピアの響 Vol.3」（2007年、ことでんオフィシャルDVD制作委員会）

## 音楽

### シングル
- グッバイストーリー（1983年、ユピテル）
- 春画（1983年、ユピテル）
- 獣のようにもう一度（1984年、ユピテル）

### アルバム
- 春画（1983年、ユピテル）
- ロック・トゥ・ザ・ミュージック（1984年、RCA）

## 書籍

### 写真集
- 春画（1983年）